# Jessica Krummacher

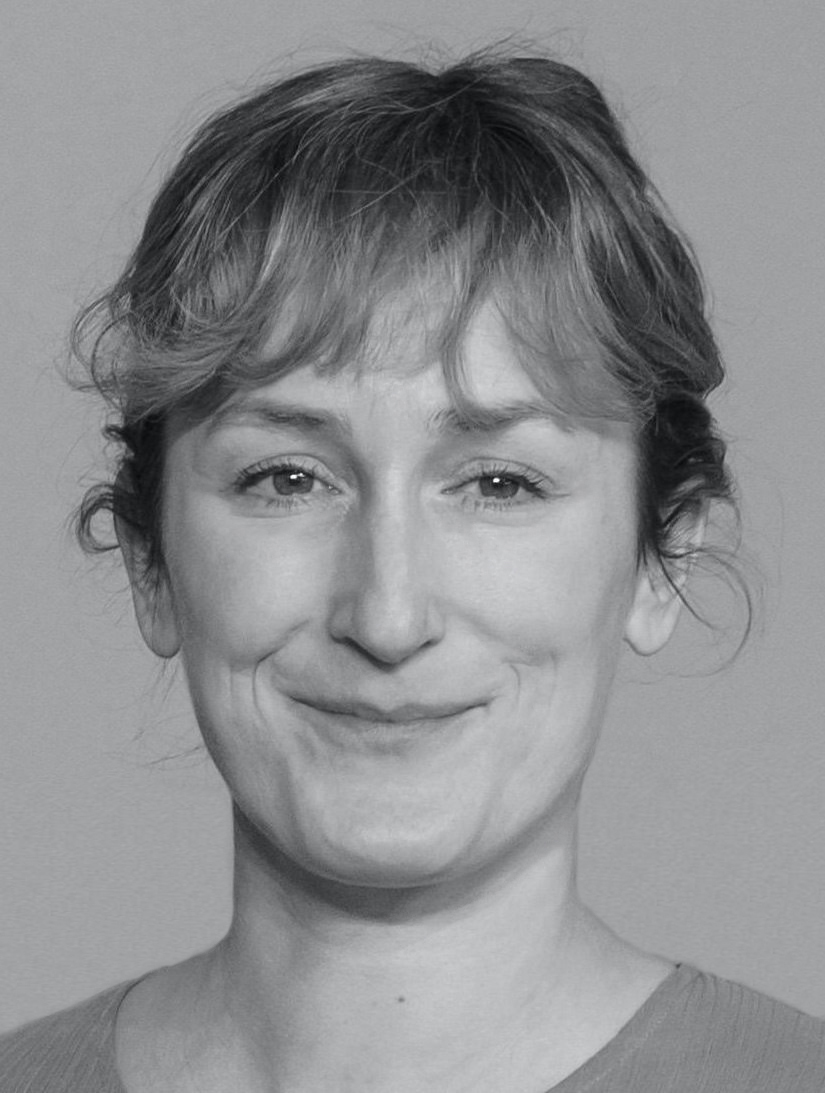
Jessica Krummacher (Berlinale 2022)

Jessica Krummacher (* 1978) ist eine deutsche Regisseurin, Autorin und Filmproduzentin. Ihr Spielfilm Totem wurde auf den Internationalen Filmfestspiele von Venedig 2011 uraufgeführt. Für ihre Drehbuchidee Mordogan-Birth erhielt sie 2012 den Eurimages Co-Production Development Award auf dem Filmfest in Rom. Ihr zweiter langer Spielfilm Zum Tod meiner Mutter feierte 2022 Weltpremiere auf der Berlinale in der Sektion Encounters. Krummacher ist Mitglied der Deutschen Filmakademie.

## Leben und Werk
Jessica Krummacher studierte in Bochum und Köln Politik, bevor sie 2001 an die Hochschule für Gestaltung in Karlsruhe ging, um Medienkunst zu studieren. 2002 wechselte sie an die Hochschule für Fernsehen und Film München und studierte dort die Fächer Dokumentarfilm und Fernsehpublizistik.
Noch während des Studiums gründete Krummacher 2006, gemeinsam mit dem Filmemacher und Künstler Timo Müller, die eigene Filmproduktionsfirma Klappboxfilme, um „inhaltlich und formal eigenständige Projekte unabhängig realisieren zu können“.
Bereits die erste Spielfilmproduktion der Firma, Müllers Abschlussfilm Morscholz, bei dem Krummacher als Produzentin fungiere, wurde preisgekrönt. 2011 legte Krummacher mit Totem, eine Coproduktion u. a. mit der Münchener Filmproduktion Lieblingsfilm und der Münchner Filmwerkstatt, ihr eigenes Spielfilmdebüt vor, das zugleich ihr HFF-Abschlussfilm war. Totem feierte bei den Internationalen Filmfestspiele von Venedig 2011 Premiere und kam im April 2012 in die deutschen Kinos. Beim Preis der deutschen Filmkritik 2012 war er als bestes Spielfilmdebüt nominiert.
Krummachers Spielfilm Zum Tod Meiner Mutter produzierte die Produktionsfirma Walker + Worm Film in Zusammenarbeit mit Klappboxfilme. Der Film feierte 2022 Weltpremiere auf der Berlinale und startete am 9. Juni 2022 in ausgewählten deutschen Kinos.
2018 wurde Krummacher durch die Kunststiftung NRW ein Arbeitsstipendium zugesprochen.
Krummacher lebt und arbeitet mit dem Filmemacher und Künstler Timo Müller im Ruhrgebiet.

## Filmografie (Auswahl)
Regie und Drehbuch
- 2003: Oben ist der Himmel (Kurzspielfilm)
- 2005: Die Kinder von Ahaus (Dokumentarfilm)
- 2007: Heiligendamm 07 (Experimentalfilm)
- 2011: Totem (Kinospielfilm)
- 2014: Mordogan-Birth (Drehbuch)
- 2022: Zum Tod meiner Mutter (Kinospielfilm)

Montage (Auswahl)
- 2003: Oben ist der Himmel (Kurzspielfilm)
- 2005: Die Kinder von Ahaus (Dokumentarfilm)
- 2007: Heiligendamm 07 (Experimentalfilm)
- 2011: Totem (Kinospielfilm)

Produzentin (Auswahl)
- 2001 Movingthouts (Experimentalfilm von Timo Müller)
- 2002: Wut (Kurzfilm von Timo Müller, als Herstellungsleitung)
- 2005: Am Rand (Kurzspielfilm von Andreas Hillebrand)
- 2007: Heiligendamm 07 (Experimentalfilm)
- 2008: Morscholz (Spielfilm von Timo Müller)
- 2011: Totem (Kinospielfilm)
- 2022: Der rote Berg (Film von Timo Müller)

## Auszeichnungen (Auswahl)
- 2012: Eurimages Co-Production Development Award, Filmfest Rom (für Mordogan-Birth)
- 2022: Best Director Award, Accolade Global Film Competition (für Zum Tod meiner Mutter)
- 2022: Best Director Award, New Work Film Week (für Zum Tod meiner Mutter)